# Wissensparadox
Das Wissensparadox (in der englischsprachigen Literatur als knower paradox bekannt) ist ein Paradoxon, auf das sich nach Kaplan und Montague das Paradoxon der unerwarteten Hinrichtung reduzieren lässt, und in zwei Varianten diskutiert worden ist.

## Variante 1
Die ursprünglich von Kaplan und Montague formulierte Variante besteht aus dem folgenden Satz p:
„Es wird gewusst, dass dieser Satz falsch ist.“
Unter Verwendung des Wissensoperators K und der Negation ~ lässt sich p folgendermaßen schreiben:
K(~p)
Der Satz ist paradox, da er sich anscheinend sowohl beweisen, als auch widerlegen lässt. Denn erstens ist (nach den Regeln der epistemischen Logik) ein Satz, der gewusst wird, auch wahr. Aus p folgt also ~p. Womit p widerlegt wäre.
Wenn sich aber p widerlegen lässt, ist dies – nach den Regeln der klassischen Logik – ein Beweis von ~p. Da nun nach den Regeln der epistemischen Logik alles, was sich beweisen lässt, auch gewusst wird, folgt K(~p). Womit p bewiesen wäre.

## Variante 2
Eigenartigerweise ergibt sich ebenfalls ein Paradox aus dem folgenden Satz q:
Es wird nicht gewusst, dass dieser Satz wahr ist.
Er lässt sich schreiben als
~K(q).
Wiederum lässt sich q sowohl beweisen als auch widerlegen:
Beginnen wir diesmal mit der Annahme, dass ~q, so folgt offenbar, dass K(q), und – da alles was gewusst wird, auch wahr sein muss – dass q.
Wie in Variante 1 ist dies aber ein Beweis der Widersprüchlichkeit von ~q und muss (in der üblichen zweiwertigen Logik) als Beweis von q gelten. Da wir nun q bewiesen haben, wird q gewusst, symbolisch: K(q). Damit ist aber die Negation von q ebenfalls bewiesen – was als Widerlegung von q gelten muss.

## Selbstreferenzialität
Aufgrund der Selbstreferenzialität von p und q besteht eine enge Verwandtschaft zum Lügner-Paradox.